# 貝塔 (北卡羅萊納州)
貝塔（英語：Beta）是位於美國北卡羅萊納州傑克遜縣的非建制地區。

## 歷史
貝塔的郵局於1885年設立，其後於1934年停運。

## 地理
貝塔所處的海拔為高於海平面653米（即2142英呎），而該地所採用的時區為UTC-5，即北美东部时区（EST）。同時該地設有夏令時間，為UTC-5調快一小時，即UTC-4（EDT）。